# Saraiella setosa
Saraiella setosa är en tvåvingeart som beskrevs av Krek 1972. Saraiella setosa ingår i släktet Saraiella och familjen fjärilsmyggor. Inga underarter finns listade i Catalogue of Life.